# Kurt Pompe
Kurt Bruno Pompe (ur. 4 marca 1899 w Schmiedebergu, zm. 1 sierpnia 1964 w Schweinfurcie) – niemiecki funkcjonariusz obozowy w kilku obozach pracy przymusowej dla Żydów na Górnym Śląsku w czasie II wojny światowej, będących częścią sieci 160 obozów zarządzanych przez tzw. Organizację Schmelt. Istnienie tej kategorii obozów jest mało znane opinii publicznej.

## Życiorys

### Okres przedwojenny
Pod koniec I wojny światowej Pompe został ciężko ranny pod Tourmai w Belgii. Amputowano mu wówczas lewą nogę poniżej kolana i zastąpiono ją protezą. W 1922 roku przeprowadził się wraz z rodziną do Nysy (wówczas Neisse) na Górnym Śląsku. Jego poglądy i aktywność polityczna w latach 20. i 30. XX wieku nie są znane.

### II wojna światowa
Pompe rozpoczął karierę funkcjonariusza obozowego w 1942 roku, w obozie pracy przymusowej dla Żydów Blechhammer na Górnym Śląsku – obecnie Blachownia Śląska (Kędzierzyn-Koźle), gdzie był znany pod przydomkiem „kuternoga”. Swoim okrucieństwem wzbudzał tam powszechny strach wśród więźniów, lecz największe zbrodnie popełnił w późniejszym okresie w obozie Brande, gdzie od jesieni 1942 do sierpnia 1943 roku był dowódcą straży (Wachabender).
Obóz mieścił się na obrzeżach wsi Brande (obecnie Prądy), koło miasta Falkenberg (do 1945 należącego do Niemiec, obecnie Niemodlin). Od października 1940 do połowy 1942 roku był to tzw. Reichsautobahnlager, przy budowanej rękami więźniów autostradzie Reichsautobahn 29 – obecnie autostrada A4. Po rezygnacji z dokończenia budowy RAB 29 Brande był wykorzystywany jako obóz przejściowy, a następnie jako obóz szpitalny dla chorych więźniów z innych obozów będących pod zarządem Organizacji Schmelt. Od stycznia 1943 do jego zamknięcia w sierpniu tego roku Brande był już wyłącznie obozem szpitalnym.
Były więzień obozu – żydowski lekarz niemieckiego pochodzenia Hans-Werner Wollenberg napisał wstrząsającą relację ze zbrodniczej działalności Pompego w tym obozie. Istnieją ponadto liczne zeznania ocalonych z obozu Brande, w których opisują okropne warunki tam panujące oraz okrucieństwa, których dopuszczał się Pompe. Po likwidacji obozu Brande Pompe dowodził komandem strażników w żeńskiej sekcji obozu Blechhammer, a od listopada 1943 do kwietnia 1944 roku był komendantem (Lagerführer) obozu pracy przymusowej Schmiedeberg, który był zlokalizowany we wsi Buschvorwerk (obecnie Krzaczyna) w pobliżu jego rodzinnego miasta Schmiedeberg (obecnie Kowary). We wszystkich obozach w których służył, Pompe słynął z terroryzowania więźniów i z dokonywanych tam morderstw.

### Okres powojenny
Pompe prawdopodobnie nie był członkiem NSDAP. W swym wniosku denazyfikacyjnym z 23 kwietnia 1946 roku napisał, że należał do Organizacji Todt, a od jesieni 1943 roku był członkiem Transportkorps Speer w stopniu Obertruppführer. We wspomnianym wniosku określił siebie jako niewinnego (unbelastet) i dalej żył pod niezmienionym nazwiskiem. W 1951 roku przeprowadził się z Hochberg koło Würzburga do Schweinfurtu, gdzie pracował w zakładach Vereinigte Kugellager Fabriken AG jako robotnik. W latach 70. zachodnioniemieckie sądy zaczęły odkrywać niektóre czyny Pompego badając działalność Organizacji Schmelt, lecz dopiero w 2008 roku jego zbrodnicza działalność została ujawniona.